# Callac
Callac é uma comuna francesa na região administrativa da Bretanha, no departamento Côtes-d'Armor. Estende-se por uma área de 33,23 km². Em 2010 a comuna tinha 2 248 habitantes (densidade: 67,6 hab./km²).